# Cœuvres-et-Valsery
Cœuvres-et-Valsery è un comune francese di 470 abitanti situato nel dipartimento dell'Aisne della regione dell'Alta Francia. Il comune si formò nel 1830 con la fusione dei due comuni di Cœuvres e di Valsery.

## Società

### Evoluzione demografica
Abitanti censiti